# Olof Palme

Sven Olof Joachim Palme (Olof Palmeⓘ; n. 30 ianuarie 1927, Svea artillery regiment parish⁠(d), Suedia – d. 28 februarie 1986, Stockholms kommun, Comitatul Stockholm, Suedia) a fost un om politic suedez.
Palme a fost liderul Partidului social-democrat din Suedia din 1969 până la asasinarea sa în 1986. În această perioadă a fost prim-ministru de două ori, 1969-1976 și 1982-1986.

## Biografie
Olof Palme s-a născut într-o familie înstărită, conservatoare din Östermalm, Stockholm, Suedia. Tatăl lui avea strămoși olandezi, iar mama lui, Freiin von Knieriem, avea strămoși germani din Țările baltice. Olof Palme și-a petrecut copilăria și adolescența în actuala casă a Ambasadei României în Suedia, din Östermalmsgatan 36, până la împlinirea vârstei de 12 ani. Clădirea ambasadei este cunoscută ca Palmeska, pentru că Sven Palme , bunicul lui Olof Palme, a cumpărat casa în 1918. Clădirea de pe Östermalmsgatan 36, în care familia Palme a locuit în prima jumătate a secolului al XX-lea, a fost achiziționată în anul 1970 de statului român, iar atunci, funcționează ca sediu al ambasadei României la Stockholm. 
Între 1947-1948 a studiat cu o bursă la Kenyon College din SUA, luându-și diploma în mai puțin de un an.
După ce a călătorit cu autostopul prin SUA, s-a întors în Suedia, unde a început să studieze dreptul la Universitatea din Stockholm, în 1952 fiind ales Președinte al Asociației Studenților din Suedia.

## Cariera politică
În 1953, Palme a fost recrutat de către Tage Erlander să lucreze în secretariatul lui. Începând cu 1955 a fost membru al comitetului de conducere al Ligii tineretului social-democrat și a predat la Școala sindicatului din Bommersvik.
În 1957 a fost ales membru al Parlamentului suedez, Riksdagen.
Începând cu 1963, Palme a ocupat diverse funcții în guvern, în 1967 devenind, printre altele, Ministru al Educației și al Cercetării. Când Tage Erlander s-a retras din funcția de prim-ministru în 1969, Palme i-a luat locul.
Pe plan internațional, a fost cunoscut ca figură politică bine-cunoscută datorită:
- criticii dure la adresa SUA în legătură cu Războiul din Vietnam;
- criticii invaziei Cehoslovaciei de către trupele Tratatului de la Varșovia;
- campaniei împotriva proliferării armelor nucleare;
- criticii regimului lui Franco în Spania;
- poziției sale împotriva apartheidului în Africa de Sud;
- suportului pentru Organizația Pentru Eliberarea Palestinei;
- întâlnirile cu Fidel Castro;
- critica dură a regimului lui Augusto Pinochet în Chile;
- suportul pentru organizațiile revoluționare de stânga din El Salvador și Nicaragua.

Pe data de 21 februarie 1968, Palme a participat la o demonstrație împotriva Războiului din Vietnam împreună cu Ambasadorul nord-vietnamez la Stockholm. Ca rezultat, SUA și-a rechemat ambasadorul din Suedia.

## Asasinarea
În seara de 28 februarie 1986, Palme cu soția se întorceau acasă pe jos de la cinematograf, fără gardă personală. În centrul Stockholmului, la ora 23:21 CET au fost atacați de către un asasin care l-a împușcat pe Palme din spate de la mică distanță. Împușcătura i-a fost fatală lui Palme, iar soția a fost rănită de o a doua împușcătură. Palme a fost transportat la un spital, unde a fost declarat mort la ora 0:06 în ziua următoare. Soția a supraviețuit.
Crima este nerezolvată (2009).